# 무지개빛 데이즈 (영화)
《무지개빛 데이즈》(虹色デイズ, Rainbow Days)는 일본에서 제작된 이이즈카 켄 감독의 2018년 드라마, 멜로/로맨스 영화이다. 사노 레오 등이 주연으로 출연하였다. 2018년 7월 6일 일본 극장에 개봉되었다.

## 출연

### 주연
- 사노 레오
- 나카가와 타이시
- 타카스기 마히로
- 요코하마 류세이

### 조연
- 요시카와 아이미
- 츠네마츠 유리
- 홋타 마유
- 야마다 유키
- 반도 노조미
- 타키토 켄이치

## 기타
- 원작자: 미즈노 미나미